# اقدام فردی درباره تغییر اقلیم
اقدام فردی برای تغییر اقلیم شامل انتخاب‌های شخصی در زمینه‌هایی مانند رژیم غذایی، میزان مسافرت، شیوه مصرف انرژی در خانه، مصرف کالاها و خدمات و همچنین جمعیت خانواده می‌باشد. افراد نیز می‌توانند در انجمن‌های محلی و سیاسی دربارهٔ مسائل اقلیمی شرکت کنند. افرادی که به دنبال کاهش ردپای کربنی خود هستند (به‌ویژه افرادی که در کشورهای پردرآمد زندگی کرده و سبک زندگی پر مصرفی را دنبال می‌کنند)، می‌توانند با انجام اقداماتی مانند اجتناب از انجام پروازهای مکرر و استفاده از اتومبیل‌های بنزینی، رعایت رژیم غذایی (عمدتا) گیاهی، داشتن فرزندان کمتر، استفاده طولانی‌تر از لباس‌ها و محصولات الکتریکی و برقی و ساختن خانه‌ها تأثیر مثبتی بر کاهش ردپای کربنی خود داشته باشند. پرهیز از خوردن غذاهای گوشتی و لبنیات به عنوان تاثیرگذارترین اقدام در مسیر کاهش اثرات زیست‌محیطی فرد شناخته می‌شود. مصرف بیش از حد انسان بیشتر از افزایش جمعیت بر تغییرات اقلیمی اثرگذار بوده است. سبک زندگی پرمصرف تأثیر زیست‌محیطی بالایی دارد. ۱۰ درصد افراد ثروتمند جهان قریب به ۵۰ درصد از آلاینده‌های ناشی از سبک زندگی را تولید می‌کنند.
حضور در طبیعت و آشنایی با محیط زیست پیرامون خودمان تأثیر بسیاری در نوع دیدگاه ما از آنچه بر سر طبیعت با نوع عملکردهای انسانی می‌گذرد خواهد داشت. دیدن زباله‌های شهری یا آثار تخریبی فعالیت‌های اقتصادی در عمق طبیعت نمونه بارزی خواهد بود. کودکان خود را با ارزش‌های طبیعی آشنا کنید زیرا این زمین در آینده به دست آن‌ها خواهد افتاد.
برخی محققان معتقدند که کارهای فردی مصرف‌کننده و «سبز» ساختن زندگی شخصی در مقایسه با کنش‌های جمعی با تأثیر بسیار ناچیزی همراه است. در مقابل، برخی دیگر معتقدند که اقدامات فردی سبب کنش‌های جمعی می‌شوند، و تأکید دارند که «تحقیقات دربارهٔ رفتار اجتماعی نشان می‌دهد که تغییر سبک زندگی سبب تغییرهای سیستماتیک می‌شوند.» طبق نتایج یک نظرسنجی در سال ۲۰۲۲، تغییرهای اقلیمی دومین مسئله بحرانی پیش روی اروپا است. نزدیک به سه چهارم پاسخ‌دهندگان (۷۲ درصد) معتقدند که اقدامات فردی آن‌ها می‌تواند تفاوتی در مقابله با معضلات اقلیمی رقم بزند.

## هدف فردی پیشنهادی
در سال ۲۰۲۱، بودجه کربن برجای مانده از کاهش گرمایش زمین با شانس ۵۰ درصد ماندن در زیر ۱٫۵ درجه سانتی‌گراد گرمایش، ۴۶۰ میلیارد تن دی‌اکسید کربن یا یازده و نیم سال انتشار با نرخ انتشار سال ۲۰۲۰ بود. میانگین جهانی سرانه انتشار گازهای گلخانه‌ای در پایان دهه ۲۰۱۰ حدود ۷ تن بود (شامل ۷/۰ تن دی‌اکسید کربن برای غذا، ۱/۱ تن برای مصارف خانگی و ۸/۰ تن ناشی از حمل و نقل). از این میزان حدود ۵ تن دی‌اکسید کربن واقعی بود. برآورد می‌شود که برای دستیابی به هدف موافقت‌نامه پاریس مبنی بر کاهش گرمایش زمین به زیر ۵/۱ درجه تا پایان سده اخیر سرانه رد پای کربن سالانه تا سال ۲۰۳۰ باید به ۳/۲ تن برسد. در سال ۲۰۲۰، مردم هند تقریباً به این هدف رسیده‌اند و در فرانسه و چین حتی از آن فراتر رفته‌اند. متوسط تولید در ایالات متحده و استرالیا به میزان زیادی بیشتر از هدف تعیین شده است. انتشار سرانه در کشورهای مختلف بسیار متفاوت است. افراد ثروتمندتر گازهای گلخانه‌ای بیشتری تولید می‌کنند. گزارش آکسفام در سال ۲۰۱۵ نشان می‌دهد که ۱۰ درصد بالای جمعیت جهان از نظر ثروت بیش از ۵۰ درصد از گازهای گلخانه‌ای را تولید می‌کنند. طبق گزارش سال ۲۰۲۱ سازمان ملل متحد نیز ۵ درصد بالای افراد ثروتمند جهان مسئول رشد ۴۰ درصدی انتشار گازهای گلخانه‌ای از سال ۱۹۹۰ تا ۲۰۱۵ بوده‌اند.
ششمین گزارش هیئت بین‌دولتی تغییر اقلیم در سال ۲۰۲۲ عنوان داشته است که: «افزایش رفاه مردم نیازمند ارائه خدمات مختلفی است و این امر تنها با تهیه انرژی و منابع فیزیکی ممکن نیست. تمرکز بر تقاضا برای خدمات و نقش‌های اجتماعی و سیاسی افراد مشارکت در اقدامات اقلیمی را افزایش می‌دهد.»

### معنی «ردپای کربنِ سبک زندگی»
اصطلاح ردپای کربن را نخستین بار کمپین «پس از نفت» در سال‌های ۲۰۰۴ تا ۲۰۰۶ به کار برد که توسط شرکت بریتیش پترولیوم تأمین مالی شده بود. پس از این کمپین بود که این شرکت به کم‌اهمیت نشان دادن نقش خود در تغییرهای اقلیمی متهم شد.